# Tây Sơn (thị trấn)
Tây Sơn là một thị trấn thuộc huyện Hương Sơn, tỉnh Hà Tĩnh, Việt Nam.

## Địa lý
Thị trấn Tây Sơn nằm về phía tây bắc tỉnh Hà Tĩnh, cách cửa khẩu Cầu Treo trên biên giới Việt – Lào khoảng 30 km, cách thành phố Vinh 62 km, cách thành phố Hà Tĩnh 80 km, là trung tâm của Khu kinh tế cửa khẩu quốc tế Cầu Treo, có vị trí địa lý: 
- Phía đông và phía bắc giáp xã Sơn Tây
- Phía tây giáp xã Sơn Kim 1
- Phía nam giáp xã Sơn Kim 2.

Thị trấn Tây Sơn có diện tích 4,16 km², dân số năm 2022 là 4.794 người, mật độ dân số đạt 1.152 người/km².

## Lịch sử
Ngày 19 tháng 11 năm 1997, Chính phủ ban hành Nghị định số 111/1997/NĐ-CP về việc thành lập thị trấn Tây Sơn trên cơ sở 201 ha diện tích tự nhiên và 5.348 nhân khẩu của xã Sơn Tây; 219 ha diện tích tự nhiên và 511 nhân khẩu của xã Sơn Kim.
Thị trấn Tây Sơn có 420 ha diện tích tự nhiên và 5.859 người.
Ngày 13 tháng 12 năm 2018, HĐND tỉnh Hà Tĩnh ban hành Nghị quyết số 126/NQ-HĐND về việc:
- Sáp nhập tổ dân phố 2 vào tổ dân phố 1.
- Thành lập tổ dân phố 2 trên cơ sở tổ dân phố 3 và tổ dân phố 4.
- Thành lập tổ dân phố 3 trên cơ sở tổ dân phố 5 và tổ dân phố 6.
- Thành lập tổ dân phố 4 trên cơ sở tổ dân phố 7 và tổ dân phố 8.
- Đổi tên tổ dân phố 9 thành tổ dân phố 5.
- Đổi tên tổ dân phố 10 thành tổ dân phố 6.